# Satyrus manchurica
Satyrus manchurica är en fjärilsart som beskrevs av Matsumura 1939. Satyrus manchurica ingår i släktet Satyrus och familjen praktfjärilar. Inga underarter finns listade.